# NGC 199
NGC 199 (również PGC 2382 lub UGC 415) – galaktyka soczewkowata (S0), znajdująca się w gwiazdozbiorze Ryb. Odkrył ją Heinrich Louis d’Arrest 24 września 1862 roku.